# Norwegischer Fußballpokal der Männer 1955
Der norwegische Fußballpokal 1955 (kurz auch NM-Cup 1955 genannt) war die 50. Austragung des Fußballpokalwettbewerbs der Männer. Pokalsieger wurde Titelverteidiger Skeid Oslo. Das Team setzte sich im Finale gegen Lillestrøm SK durch.

## 1. Runde
| Datum      |                       | Ergebnis  |                     |
| ---------- | --------------------- | --------- | ------------------- |
| 05.06.1955 | AIK Lund              | 0:7       | Stavanger IF        |
|            | Asker SK              | 13:00     | Bjørkelangen SF     |
|            | Askim FK              | 0:3       | Lisleby FK          |
|            | Aurskog IL            | 2:0       | SK Hard             |
|            | SK Baune              | 0:2 n. V. | IL Jotun            |
|            | IF Borg               | 2:6       | Larvik Turn         |
|            | Buøy IL               | 1:1 n. V. | Bryne FK            |
|            | FK Donn               | 1:1 n. V. | SK Ulf              |
|            | SBK Drafn             | 1:1 n. V. | Eiker SBK           |
|            | Drammens BK           | 1:0       | FK Ørn              |
|            | Eik IF                | 1:0       | IK Grane Arendal    |
|            | SK Falken             | 0:1       | SK Nessegutten      |
|            | Fana IL               | 1:4 n. V. | Brann Bergen        |
|            | Fram Larvik           | 3:1       | Kragerø IF          |
|            | Fredrikstad FK        | 5:0       | Tune IL             |
|            | FK Fremad Lillehammer | 2:2 n. V. | SK Brage            |
|            | Geithus IL            | 4:1       | Sagene IF           |
|            | FK Gjøvik Lyn         | 11:10     | Brumunddal IL       |
|            | Greåker IF            | 4:1       | Borgen IL           |
|            | Grue IL               | 0:8       | Frigg Oslo FK       |
|            | Hamar IL              | 4:0       | Grüner IL           |
|            | IL Hødd               | 1:1 n. V. | Eid IL              |
|            | FK Jerv               | 1:3       | Nedenes IL          |
|            | Kongsberg IF          | 4:5 n. V. | SK Snøgg            |
|            | Kristiansund FK       | 5:1       | SK Træff            |
|            | FK Kvik Trondheim     | 2:1       | SK Tryggkameratene  |
|            | Langesund IF          | 5:2       | Herkules IF         |
|            | Lillestrøm SK         | 3:0       | Stabæk IF           |
|            | SK Lillestrøm/Fram    | 1:2       | Vålerenga Oslo      |
|            | SFK Lyn Oslo          | 7:2       | Gjøvik SK           |
|            | Mjøndalen IF          | 4:2       | Sarpsborg FK        |
|            | Moelven IL            | 1:8       | Kapp IF             |
|            | Molde FK              | 1:0       | IL Braatt           |
|            | Moss FK               | 0:1       | Drøbak/Frogn IL     |
|            | Neset FK              | 1:3       | Rosenborg Trondheim |
|            | Nordnes IL            | 5:1       | Nymark IL           |
|            | Nærbø IL              | 3:2       | Start Kristiansand  |
|            | Odds BK               | 6:1       | Rjukan IL           |
|            | Orkanger IF           | 0:0 n. V. | Clausenengen FK     |
|            | Os TF                 | 1:2 n. V. | IL Varegg           |
|            | SK Rollon             | 0:2       | Aalesunds FK        |
|            | Sandaker SFK          | 4:0       | SK Rapid Moss       |
|            | Selbak TIF            | 2:0       | Åsen SK             |
|            | FK Sparta Sarpsborg   | 1:0       | SF Grei             |
|            | IL Spartacus Oslo     | 4:2       | Raufoss IL          |
|            | SK Stag               | 1:4       | Sandefjord BK       |
|            | Steinberg IF          | 1:2       | Sem IF              |
|            | Steinkjer FK          | 2:2 n. V. | SK Freidig          |
|            | Stord IL              | 2:3       | SK Djerv 1919       |
|            | Storms BK             | 3:1       | Ulefoss SF          |
|            | Strømmen IF           | 7:2       | Ski IL              |
|            | IL Sverre             | 3:1       | IL Malm             |
|            | FK Sykkylven          | 0:5       | Langevåg IL         |
|            | IL Sørfjell           | 1:6       | IF Pors             |
|            | Tønsbergs TF          | 3:0       | Solberg SK          |
|            | Urædd FK              | 4:1       | Brevik IL           |
|            | Vang IL               | 0:1       | Skeid Oslo          |
|            | SK Vard Haugesund     | 1:0       | Årstad IL           |
|            | Vardal IF             | 2:5       | Ham-Kam             |
|            | Verdal IL             | 0:2       | Ranheim IL          |
|            | Vestfossen IF         | 4:1       | Jevnaker IF         |
|            | Viking Stavanger      | 4:0       | FK Vidar            |
|            | FBK Voss              | 1:2       | SK Djerv            |
|            | Ålgård FK             | 5:1       | Flekkefjord FK      |

### Wiederholungsspiele
| Datum      |                 | Ergebnis |                       |
| ---------- | --------------- | -------- | --------------------- |
| 12.06.1955 | SK Brage        | 4:2      | FK Fremad Lillehammer |
|            | Bryne FK        | 1:3      | Buøy IL               |
|            | Clausenengen FK | 1:0      | Orkanger IF           |
|            | Eid IL          | 1:5      | IL Hødd               |
|            | Eiker SBK       | 1:3      | SBK Drafn             |
|            | SK Freidig      | 3:2      | Steinkjer FK          |
|            | SK Ulf          | 2:3      | FK Donn               |

## 2. Runde
| Datum      |                     | Ergebnis  |                     |
| ---------- | ------------------- | --------- | ------------------- |
| 19.06.1955 | SK Brage            | 4:3 n. V. | FK Kvik Trondheim   |
|            | Brann Bergen        | 2:1       | IL Hødd             |
|            | Buøy IL             | 3:2       | SK Vard Haugesund   |
|            | Clausenengen FK     | 1:4       | Molde FK            |
|            | SK Djerv            | 0:2       | IL Varegg           |
|            | SK Djerv 1919       | 1:2       | Viking Stavanger    |
|            | FK Donn             | 1:2       | Nærbø IL            |
|            | SBK Drafn           | 3:1       | Geithus IL          |
|            | Drøbak/Frogn IL     | 0:5       | Fredrikstad FK      |
|            | SK Freidig          | 2:1       | Kristiansund FK     |
|            | Frigg Oslo FK       | 1:0       | Drammens BK         |
|            | FK Gjøvik Lyn       | 1:0       | IL Jotun            |
|            | Ham-Kam             | 2:0       | Greåker IF          |
|            | Kapp IF             | 3:2       | Sandaker SFK        |
|            | Larvik Turn         | 19:00     | Langesund IF        |
|            | Lillestrøm SK       | 5:3 n. V. | Selbak TIF          |
|            | Lisleby FK          | 3:1       | Fram Larvik         |
|            | Nedenes IL          | 0:9       | Odds BK             |
|            | SK Nessegutten      | 1:2       | Rosenborg Trondheim |
|            | IF Pors             | 1:0       | Mjøndalen IF        |
|            | Ranheim IL          | 1:2       | IL Sverre           |
|            | Sandefjord BK       | 6:0       | IL Spartacus Oslo   |
|            | Sem IF              | 0:4       | Asker SK            |
|            | Skeid Oslo          | 4:1       | Eik IF              |
|            | SK Snøgg            | 7:0       | Urædd FK            |
|            | FK Sparta Sarpsborg | 3:1       | Aurskog IL          |
|            | Stavanger IF        | 1:2       | Ålgård FK           |
|            | Storms BK           | 1:0       | Vestfossen IF       |
|            | Strømmen IF         | 3:1       | Hamar IL            |
|            | Tønsbergs TF        | 1:3       | SFK Lyn Oslo        |
|            | Vålerenga Oslo      | 8:0       | Nordnes IL          |
|            | Aalesunds FK        | 0:1       | Langevåg IL         |

## 3. Runde
| Datum      |                     | Ergebnis  |                     |
| ---------- | ------------------- | --------- | ------------------- |
| 26.06.1955 | SFK Lyn Oslo        | 2:2 n. V. | Frigg Oslo FK       |
|            | Fredrikstad FK      | 4:0       | FK Gjøvik Lyn       |
|            | Asker SK            | 1:0       | Storms BK           |
|            | Kapp IF             | 4:3       | SK Brage            |
|            | Larvik Turn         | 5:1       | SK Snøgg            |
|            | IF Pors             | 2:4       | Sandefjord BK       |
|            | Odds BK             | 5:1       | SBK Drafn           |
|            | Ålgård FK           | 2:6       | Brann Bergen        |
|            | IL Varegg           | 4:2       | Buøy IL             |
|            | Langevåg IL         | 3:7       | Strømmen IF         |
|            | Molde FK            | 0:3       | Lillestrøm SK       |
|            | Rosenborg Trondheim | 4:2       | FK Sparta Sarpsborg |
|            | IL Sverre           | 3:1       | Skeid Oslo          |
| 28.06.1955 | Ham-Kam             | 0:1       | Vålerenga Oslo      |
|            | Lisleby FK          | 3:2 n. V. | Viking Stavanger    |
| 03.07.1955 | Nærbø IL            | 1:2       | SFK Lyn Oslo        |

### Wiederholungsspiel
| Datum      |               | Ergebnis |              |
| ---------- | ------------- | -------- | ------------ |
| 02.07.1955 | Frigg Oslo FK | 0:4      | SFK Lyn Oslo |

## 4. Runde
| Datum      |                     | Ergebnis  |              |
| ---------- | ------------------- | --------- | ------------ |
| 20.08.1955 | Lillestrøm SK       | 4:3       | SFK Lyn Oslo |
| 21.08.1955 | Fredrikstad FK      | 8:1       | IL Varegg    |
|            | Skeid Oslo          | 5:1       | IL Sverre    |
|            | Strømmen IF         | 3:3 n. V. | Odds BK      |
|            | Sandefjord BK       | 5:0       | Kapp IF      |
|            | Viking Stavanger    | 4:0       | Lisleby FK   |
|            | Brann Bergen        | 1:3       | Asker SK     |
|            | Rosenborg Trondheim | 2:4       | Larvik Turn  |

### Wiederholungsspiel
| Datum      |         | Ergebnis |             |
| ---------- | ------- | -------- | ----------- |
| 28.08.1955 | Odds BK | 1:2      | Strømmen IF |

## Viertelfinale
| Datum      |               | Ergebnis |                  |
| ---------- | ------------- | -------- | ---------------- |
| 04.09.1955 | Asker SK      | 4:1      | Fredrikstad FK   |
|            | Lillestrøm SK | 1:0      | Strømmen IF      |
|            | Skeid Oslo    | 2:1      | Sandefjord BK    |
|            | Larvik Turn   | 1:2      | Viking Stavanger |

## Halbfinale
| Datum      |                  | Ergebnis |               |
| ---------- | ---------------- | -------- | ------------- |
| 03.10.1955 | Asker SK         | 0:1      | Lillestrøm SK |
|            | Viking Stavanger | 1:2      | Skeid Oslo    |

## Finale
| Skeid Oslo                                  | Skeid Oslo | Lillestrøm SK | Lillestrøm SK |
| ------------------------------------------- | --- | --- | ------------- |
| Skeid Oslo                                  | \| Finale \| \| 23. Oktober 1955 in Oslo (Ullevaal-Stadion) \| \| Ergebnis: 5:0 (2:0) \| \| Zuschauer: 33.825 \| \| Schiedsrichter: Henry Klausen \| \| Spielbericht \|  | \| Finale \| \| 23. Oktober 1955 in Oslo (Ullevaal-Stadion) \| \| Ergebnis: 5:0 (2:0) \| \| Zuschauer: 33.825 \| \| Schiedsrichter: Henry Klausen \| \| Spielbericht \| | Lillestrøm SK |
| Skeid Oslo                                  | Øivind Johannessen – Arne Winther, Knut Gudem – Jan Gulbrandsen, Leif Belgen, Finn Gundersen – Jan Erik Wold, Hans Nordahl, Harald Hennum, Bernhard Johansen, Jack Farem | Anders Binde – Hans Hansen, Kjell Waaler – Rolf Wahl, Ivar Christiansen, Svein Bergersen – Odd Karlsen, Ivar Hansen, Sverre Borgersen, Gunnar Arnesen, Per Sæther       | Lillestrøm SK |
| Skeid Oslo                                  | 1:0 Harald Hennum (1.) 2:0 Harald Hennum (15.) 3:0 Jack Farem (50.) 4:0 Jack Farem (76.) 5:0 Jack Farem (84.)                                                            | | Lillestrøm SK |
| Finale                                      | | |               |
| 23. Oktober 1955 in Oslo (Ullevaal-Stadion) | | |               |
| Ergebnis: 5:0 (2:0)                         | | |               |
| Zuschauer: 33.825                           | | |               |
| Schiedsrichter: Henry Klausen               | | |               |
| Spielbericht                                | | |               |